# Miguel Martín (fotógrafo)
Miguel Martín Hernández (La Mata de Ledesma, Salamanca, Castilla y León, 1946) es un fotógrafo y paisajista español.

## Datos biográficos y profesionales
Miguel Martín nace en 1946 en La Mata de Ledesma, localidad distante treinta kilómetros de la ciudad de Salamanca. Después de la formación secundaria comenzó los estudios de Filosofía y Letras en la Universidad de Salamanca. En esos años se despierta su afición y atracción por el mundo de la fotografía. Fue decisiva la influencia del profesor e historiador del arte Enrique Paniagua que le instruye en el arte moderno y específicamente en el arte moderno español representado por el Grupo El Paso y el Grupo de Cuenca (Fernando Zóbel, Gustavo Torner). Acabados los estudios viajará con frecuencia a Italia donde estudia las fotografías de Franco Fontana. Realizó el doctorado en Historia del Arte en la Facultad de Filosofía y Letras de la Universidad de Valladolid y en la misma facultad la Tesis doctoral La fotografía y el tiempo. Una aproximación a la historia de la fotografía en Salamanca. Fue profesor de Lengua y literatura y Comunicación Audiovisual en el Instituto de Enseñanza Secundaria Núñez de Arce de Valladolid hasta el año 2006 compaginando la docencia con su labor profesional de fotógrafo. Ha utilizado numerosas cámaras fotográficas, entre otras la Mamiya 645, Leica M3 y Hasselblad.

## Paisajes de la tierra y paisajes del agua
Miguel Martín comienza fotografiando "la tierra, los paisajes castellanos horizontales, infinitos, inabarcables e inmensos", en especial Tierra de Campos y continúa con lo que el autor denomina "paisajes verticales" en el mismo territorio, "ruinas, muros y paredes de adobe como expresión de un estado de ánimo y como huella del tiempo". Aparece en su fotografía el agua, como contrapunto, poca, pero suficiente, un caozo, un reducto o una poza. Así ocurre en las fotografías del Canal de Castilla, donde aparece el agua como espejo, reflejo, misterio y recuerdo, con claras influencias de Claude Monet que producen una visión pictorialista del paisaje, evidenciado en las variaciones y contrastes de tierra y agua que aparecerán claramente en las fotografías del 'Caozo de los Diablos' del 'Arroyo de la Rivera Chica' en Porqueriza, a su paso por La Mata de Ledesma.
Una visión romántica que el paso de los años agudiza en los últimos trabajos de Miguel Martín: la captación de la luz de manera desenfocada y cada vez más borrosa de las últimas luces del día, donde predomina el gris y los días nublados o apenas un rayo de color. Fotografiar la última luz que se escapa entre la tenebrosidad de los cielos y la sombra de la noche.

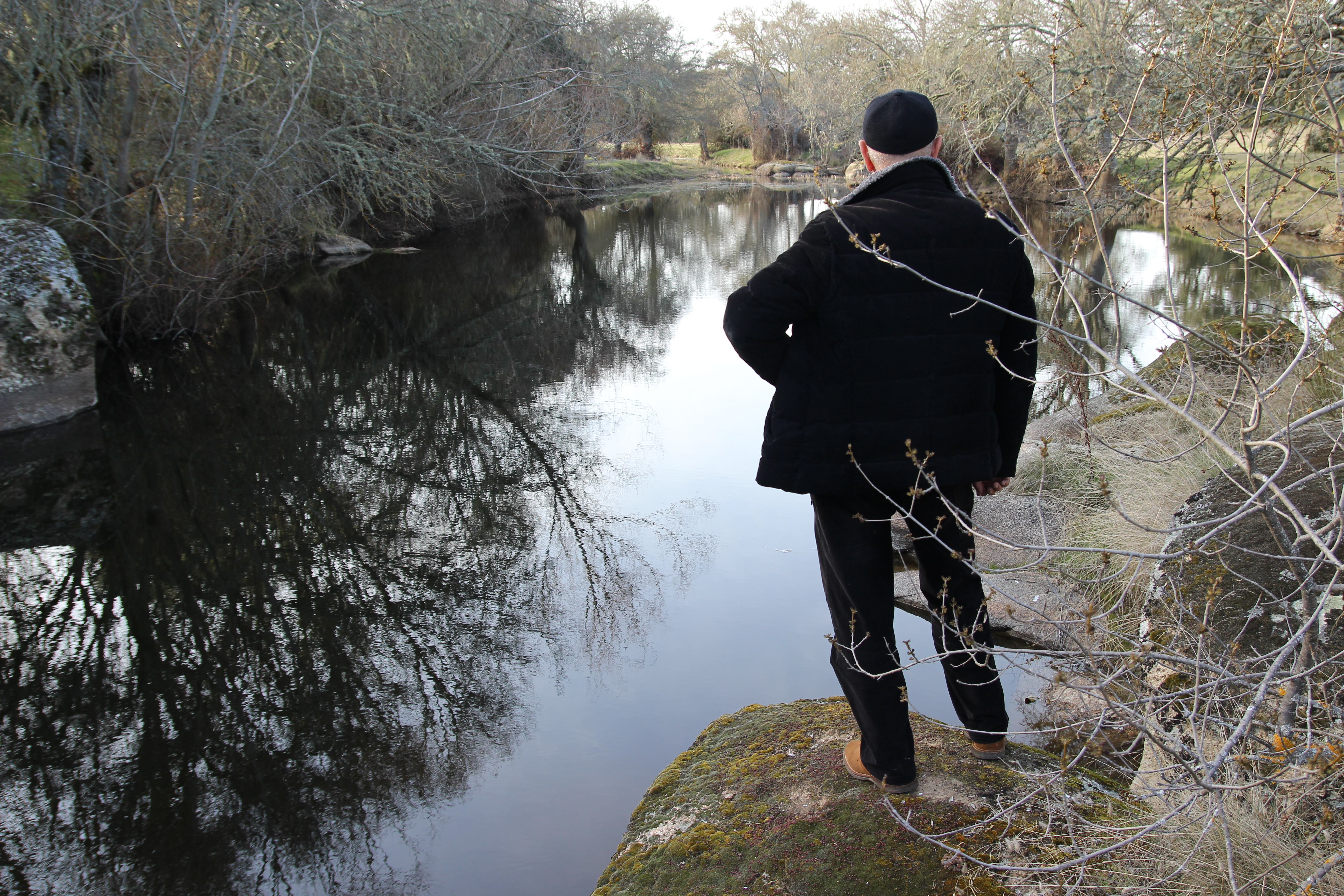
El fotógrafo Miguel Martín en el Caozo de Los Diablos, La Mata de Ledesma

## Series y exposiciones de Miguel Martín
Miguel Martín ha realizado las siguientes exposiciones y series fotográficas:
- 1980 - De Castilla y otras cosas, en Galería Carmen Durango, Valladolid.
- 1981 - Fotografía color Castilla, Sala Artis, Salamanca.
- 1981 - Primera Muestra fotográfica (10 fotógrafos), XVIII Cursos Internacionales de Verano, Universidad de Salamanca.
- 1982 - Castilla, Sala de exposiciones de la Caja de Ahorros Provincial de Valladolid, Valladolid.
- 1982 - Fotografías, Sala de exposiciones de la Delegación de Cultura, Palencia.
- 1982 - Fotografías, Sala de exposiciones de la Caja de Ahorros de Cuenca y C. Real en colaboración con el Museo de Arte Abstracto Español de Cuenca.
- 1984 - Instalación del Torreón-Museo de Caleruega (Burgos), dirección y realización de fotografías. Encargo de los Padres Dominicos de Caleruega.
- 1984 - Gentes y lugares, dirección y participación en la exposición. Sala de Exposiciones de la Delegación de Educación y Cultura de Soria.
- 1984 - El libro de las cuatro estaciones, carpeta fotográfica (cuatro fotografías), Junta de Castilla y León, Liber 84, Barcelona.
- 1985 - Imágenes de la otra historia. Castilla y León 1880-1985), Dirección y coordinación. Exposición itinerante patrocinada por la Junta de Castilla y León.
- 1987 - El caozo, Sala de la Columna, Universidad de Salamanca, Organizado por la Facultad de Bellas Artes.
- 1987 - El caozo, Sala de Exposiciones de la Casa de la Cultura, Zamora. Dirección del Seminario sobre Fotografía y arte celebrado con motivo de la exposición.
- 1988 - Fotografías en blanco y negro, Galería Carmen Durango, Valladolid.
- 1988 - Fotografías en blanco y negro, Galería Varron, Salamanca.
- 1988 - Fotografías, Univerfoto 88, Organiza el Aula de Artes Plásticas de la Universidad de Murcia.
- 1988 - Terra di Spagna, Festival di Due Mundi, Spoleto. Italia.
- 1988 - Terra di Spagna, Academia de Bellas Artes, Roma. Patrocina y organiza el Instituto de Cultura Española.
- 1988 - Terra di Spagna, Palacio Corgna, Città della Pieve, Italia.
- 1988 - La luce di Castiglia, Salas de exposiciones, Universidad de Camerino (Università degli Studi di Camerino), Italia.
- 1989 - Miguel Martín, Palazzo ducale, Camerino, Italia.
- 1989 - Narrenschiff - La nave de los locos, Sala de Exposiciones Iglesia de las Francesas, Valladolid, Patrocina Ayuntamiento de Valladolid. Serie de retratos de gran formato en B/N a partir de un trabajo en el Hospital psiquiátrico de Valladolid contrapuestos a retratos de personajes de dicha ciudad.
- 1990 - Las ruinas, Salas de Exposiciones de Caja Palencia, Palencia.
- 1991 - Imágenes del mundo, Sala de Exposiciones de la Escuela de Artes Aplicadas y Oficios Artísticos, Soria. Patrocina: Junta de Castilla y León, Consejería de Economía y Hacienda.
- 1991 - Fotografías de Miguel Martín, Galería San Paolo, organizado y patrocinado por el Ayuntamiento de Macerata, Departamento de Exposiciones y Bienes Culturales, Macerata, Italia.
- 1993 - Luna cornata - estenopo: fotografía contemporánea, Coordinación y textos para la exposición itinerante organizada por la Dirección General de Promoción Cultural de la Junta de Castilla y León.
- 1993 - Participación en exposición fotográfica colectiva de la Galería del Progreso, Madrid.
- 1994 - Foto-Grafías, Sala de exposiciones del Palacio Pimentel, Diputación Provincial de Valladolid, Valladolid.
- 1994 - El fotógrafo del Campo Grande, Sala de Exposiciones del Palacio de Pimentel, Valladolid. Organizador y comisario de la exposición que sirvió para mostrar parte del archivo fotográfico de Vicente Muñoz, fotógrafo minutero en los jardines del Campo Grande de Valladolid en los años cincuenta del siglo XX.
- 1994 - Las edades del hombre, El contrapunto y su morada, participación en la serie Contrapunto' de la exposición. Catedrales de Salamanca (Catedral Vieja de Salamanca y Catedral Nueva de Salamanca).
- 1995 - Variaciones fotográficas en el Monasterio de Prado. Exposición de cinco fotógrafos: Miguel Martín, Ricardo González, J. Valderas, Manuel L. Caloto y C. Serrano sobre un mismo motivo: el claustro del Monasterio de Prado, sede de la Consejería de Educación y Cultura de la Junta de Castilla y León. Comisario de la exposición, coordinador de textos y catálogo Miguel Martín.
- 1997 - Distinto y junto (Periplos de arte contemporáneo en Valladolid), participación en la exposición realizada por el Departamento de Cultura del Ayuntamiento de Valladolid.
- 2000 - La catedral del agua. El Canal de Castilla, fotografías, maquetación y planteamiento de la obra de Miguel Martín. Textos de Jesús Salviejo y Miguel Martín. Aproximación fotográfica y literaria a la construcción y sentido de esta obra hidráulica. Editora Piccini y Asociado S.L. con el patrocinio de El Norte de Castilla.
- 2001 - La melancolía del plantador de árboles, Galería Orón, Valladolid.
- 2002 - Los ojos prestados, fotografías sobre el paisaje, patrimonio y gentes de la Antigua Merindad de Campoo. Sala de Exposiciones del Centro Cultural de Reinosa, Santander.
- 2002 - Canciones sin palabras, fotografías Archivo Kindel (Joaquín del Palacio), Zamora, Caja España y Centro Etnográfico Joaquín Díaz. Comisariado de la exposición.
- 2003 - México y España, Serie Entre dos Orillas (fotografías de Miguel Martín en varios capítulos). Ed. T. Artes Gráficas, Ministerio de Asuntos Exteriores, Dirección General de Relaciones Culturales.
- 2005 - Memoria + Patrimonio, Sobre la memoria visual de las personas de más de setenta años de tres pueblos del norte de Palencia. Fundación Santa María la Real, Aguilar de Campoo, Comunidad Europea.
- 2005 - Los pueblos del color, Visión fotográfica de los restos y rastros de la arquitectura tradicional en los denominados “Pueblos del color” en la provincia de Segovia. Consejería de Fomento de la Junta de Castilla y León.
- 2006 - Variaciones 2 Paisajes, en Fundación Díaz Caneja, Palencia.[1]
- 2006 - Variaciones 2 Paisajes0, Sala de exposiciones de Las Francesas, Valladolid, Ayuntamiento de Valladolid.
- 2008 - Del Ebro a Iberia, Museo Ibercaja Camón Aznar, Expo-Zaragoza, Zaragoza.
- 2009 - Paisajes del viñedo: entreabadías, Entreabadías, Consejería de Medio Ambiente, Junta de Castilla y León. Proyecto junto al trabajo de investigación dirigido por Luis Vicente Elías Pastor. Congreso sobre Paisajes del Viñedo, 15,16 de mayo de 2008, Abadía de Retuerta.

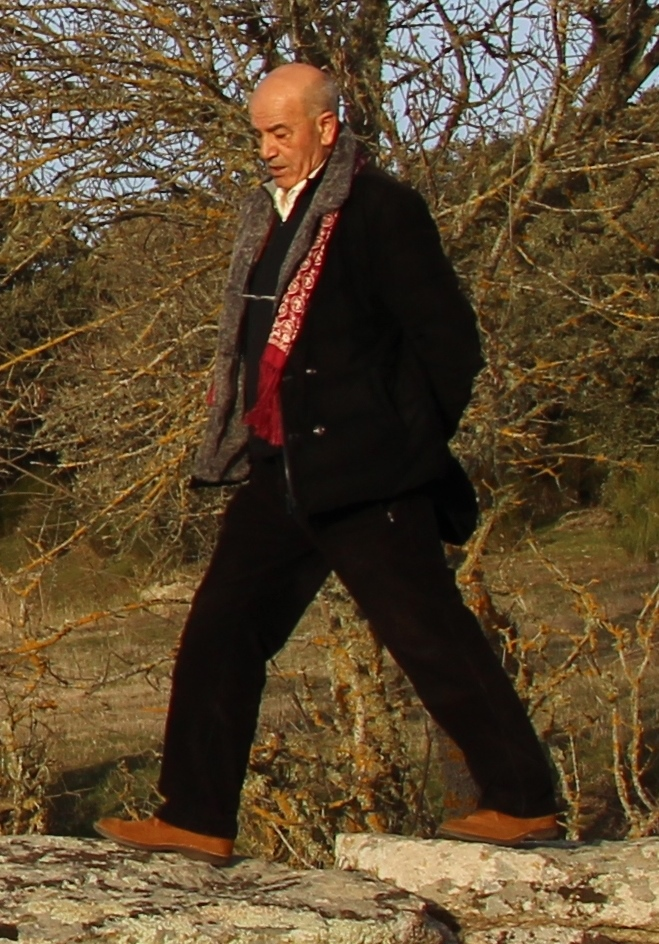
Miguel Martín en La Mata de Ledesma, Salamanca

## Publicaciones de Miguel Martín
- 1981 - 1 fotografía y 1 poema, carpeta fotográfica, poema de Enrique R. Paniagua, Galería Carmen Durango, Valladolid.
- 1984 - El libro de las cuatro estaciones, carpeta fotográfica (cuatro fotografías), Junta de Castilla y León, conmemorativa Liber 84 celebrado en Barcelona.
- 1984 - Guía espiritual de Castilla, texto de José Jiménez Lozano; fotografías, diseño gráfico y maquetación de Miguel Martín, Ámbito, 1984, ISBN 978-8486047351. [varias reediciones][8]
- 1988 - Terra di Spagna (catálogo), Festival di Due Mundi, Spoleto. Italia, Patrocinio Poltrona Frau.
- 1989 - La luce di Castiglia (catálogo de la exposición), Departamento de Publicaciones, Universidad de Camerino, Italia. Coordinado por Renato Gatta y Alberto Pellegrino, promovido por C.U.R.C.
- 1990 - Los pasos perdidos, Carpeta fotográfica con cinco fotografías en blanco y negro y cincuenta ejemplares de tirada, Diputación de Valladolid con motivo de la Muestra de Teatro.
- 1994 - Foto-Grafías (catálogo), Sala de exposiciones del Palacio Pimentel, Diputación Provincial de Valladolid, Valladolid.
- 1995 - Variaciones fotográficas en el Monasterio de Prado (catálogo de la exposición colectiva coordinado por Miguel Martín.  Junta de Castilla y León.
- 2000 - La catedral del agua. El Canal de Castilla, fotografías, maquetación y planteamiento de la obra de Miguel Martín. Textos de Jesús Salviejo y Miguel Martín. Piccini y Asociado S.L., El Norte de Castilla.
- 2001- La melancolía del plantador de árboles (libro/catálogo), Galería Orón, Valladolid. Textos de Julio Valdeón, patrocinado por la empresa Inzamac S.A. 90 págs. ISBN 9788460731566.
- 2002 - Los ojos prestados (catálogo), fotografías sobre el paisaje, patrimonio y gentes de la Antigua Merindad de Campoo. Sala de Exposiciones del Centro Cultural de Reinosa, Santander. Editado por Caja Madrid, Fundación Sta. María la Real y Consejería de Cultura del Gobierno de Cantabria.
- 2003 - México y España, Serie Entre dos Orillas (fotografías de Miguel Martín en varios capítulos). Ed. T. Artes Gráficas, Ministerio de Asuntos Exteriores, Dirección General de Relaciones Culturales.
- 2004 - De los murmullos del tiempo, iglesias románicas y entornos de la Antigua Merindad de Campoo. Casas del Águila y la Parra. Santillana del Mar. Santander. Gobierno de Cantabria, Fundación Santa María la Real y la Fundación Caja Madrid.
- 2006 - Variaciones 2 Paisajes, Fundación Díaz Caneja, Palencia. Imprenta Amabar, Burgos, ISBN 84-96230-10-4. (Traducción al inglés Ricardo A. Zurro., Traducción al italiano Tatiana M. Piccini)
- 2015 - La mirada del fotógrafo, por Miguel Martín, Patrimonio histórico de Castilla y León, ISSN 1578-5513, Nº. 55, págs. 62-63.[9]

Miguel Martín ha dirigido y colaborado en diversos trabajos, como las guías de Palencia (Diputación de Palencia, 1982), guía Palencia ciudad, Ayuntamiento de Palencia, 1983), guía de Palencia, (Ed Piccini & Asociados S.L., Valladolid, 1999); cartelería de promoción turística de la Junta de Castilla y León; el diseño, dirección y 2100 fotografías de la guía de la artesanía de Castilla y León editada por Consejería de Economía de La Junta de Castilla y León en 1991; Urueña, Valladolid, Caja España, 1991. También las fotografías de la edición de Valladolid siglo XXI de la Cámara Oficial de Comercio e Industria de Valladolid; Argaya, Revista editada por el Servicio de Publicaciones de la Diputación de Valladolid, 1999; Museos de Valladolid y provincia del Servicio de publicaciones de la Diputación de Valladolid en el año 2001; BAU, Revista de arquitectura Nº 12, Gonzalo Blanco y Asociados, 1995; Proyecto restauración catedral de Pamplona, Fundación Caja Madrid, 2010; Programa de Conservación del Patrimonio Histórico Español, Fundación Caja Madrid, 1995; El Canal de Castilla: un plan regional; Junta de Castilla y León, 2004. También en los proyectos Arqueología industrial, fotografías, Imprenta Aldecoa, Burgos, 1998; Trycsa 25, Trycsa s.a., Valladolid, 2002 y Galindo 57 Electricidad Galindo S.L., Salamanca, 2007.